# Freek de Jonge (cabaretier)
Frederik Jan Georg (Freek) de Jonge (Westernieland, 30 augustus 1944) is een Nederlandse cabaretier. Hij werd bekend toen hij met Bram Vermeulen vanaf juni 1968 optrad als het sociaal geëngageerde Neerlands Hoop in Bange Dagen, veelal kortweg Neerlands Hoop. In 1980 ging hij solo.

## Biografie
Freek de Jonge is geboren in het Groningse dorp Westernieland. Hij is de zoon van een hervormd predikant. Het gezin verhuisde naar Workum, later naar Zaandam en toen naar het dorp Kloetinge, tegenwoordig deel van de gemeente Goes. Toen hij elf jaar was, stond De Jonge voor het eerst op een podium. Na het afronden van de HBS, wat maar met moeite lukte, ging hij culturele antropologie studeren in Amsterdam en werd hij lid van het Amsterdamsch Studenten Corps ASC/AVSV. Tijdens zijn studententijd ontmoette hij Bram Vermeulen en Johan Gertenbach, wat leidde tot de oprichting van Neerlands Hoop (in Bange Dagen) in 1968.
In 1980 ging Neerlands Hoop uit elkaar en begon De Jonge aan een solocarrière. Hij was de eerste cabaretier die een rode draad in zijn verhaal aanbracht. Typisch voor De Jonge is ook de running gag, een grap waarnaar meerdere malen verwezen wordt. De Jonge bracht vele succesvolle programma's op het toneel, waaronder ook meerdere oudejaarsconferences en nieuwjaarsconferences. De IKON is de eerste die een oudejaarsconference van Freek de Jonge uitzendt, daarna zendt de VPRO de conferences van De Jonge uit. Doordat De Jonge in 1989 zijn op dat moment oude shows aan RTL Véronique heeft verkocht, is het deze omroep die bij het van start gaan van de nieuwe zender elke week een registratie van zo'n oude show uitzendt.
Naast zijn werk als cabaretier ondernam De Jonge andere activiteiten. Zo schreef hij romans, waaronder Zaansch Veem (1987), Neerlands Bloed (1991) en Opa's Wijsvinger (1993), presenteerde hij televisieprogramma's en speelde hij een rol in enkele films, onder meer De Illusionist (1983) en De Komediant (1986). Een eenmalig optreden als stadionspeaker bij AFC Ajax (1989) speelde een rol bij het staafincident (De Jonge verwerkte deze ervaring in zijn programma De Volgende).
Eind 1994 en begin 1995 trad De Jonge op met de popgroep de Nits in het Nieuwe de la Mar Theater en Carré met het programma Dankzij De Dijken. Onder de naam Frits brachten ze veel liedjes van Neerlands Hoop. Na dit muzikale uitstapje werd Nits-keyboardspeler Robert Jan Stips de nieuwe muzikale partner van De Jonge. Samen met de band van Stips scoorde De Jonge met het nummer Leven na de dood (een bewerking van het Bob Dylan-nummer Death is not the end uit het album van 1988 - Down in the Groove) in 1997 een nummer 1-hit in de Top 40 en een nummer 2-hit in de Mega Top 100.
Van 1997 tot oktober 2000 schreef De Jonge dagelijks een korte column op de voorpagina van Het Parool.
In 1999 begon De Jonge met een nieuw cabaretexperiment. Onder de naam De Grens maakt hij in een jaar tijd tien verschillende shows, waarin alle vormen van cabaret aan bod komen.
In 2004 verbaasde De Jonge vriend en vijand door af te reizen naar Irak en daar voorstellingen te geven voor Nederlandse militairen. Hij vertrok op 9 februari en keerde een week later terug. Voor Boudewijn de Groot schreef hij De vondeling van Ameland, voor diens album Het eiland in de verte. Het lied vertelt het verhaal van een aangespoelde vondeling op Ameland, die zich meer thuis voelt in de zee dan op het eiland zelf. Uiteindelijk loopt de ex-vondeling vanaf het strand de zee (weer) in en verdrinkt.
In 2005 eindigde De Jonge op nummer 80 in de verkiezing van de grootste Nederlander.
Op 12 november 2005 ontving hij de Groenman-taalprijs, tijdens een congres van het Genootschap Onze Taal. Op 28 oktober begon het nieuwe televisieprogramma (Freek) Kortgehouden. Voor dit 25 minuten durende programma werd hij achter de schermen bijgestaan door jonge programmamakers en vormgevers. Elke aflevering was opgebouwd uit een aantal korte onderwerpen, steeds anders van opzet en onderwerp. De nadruk lag wisselend op vorm of op inhoud.

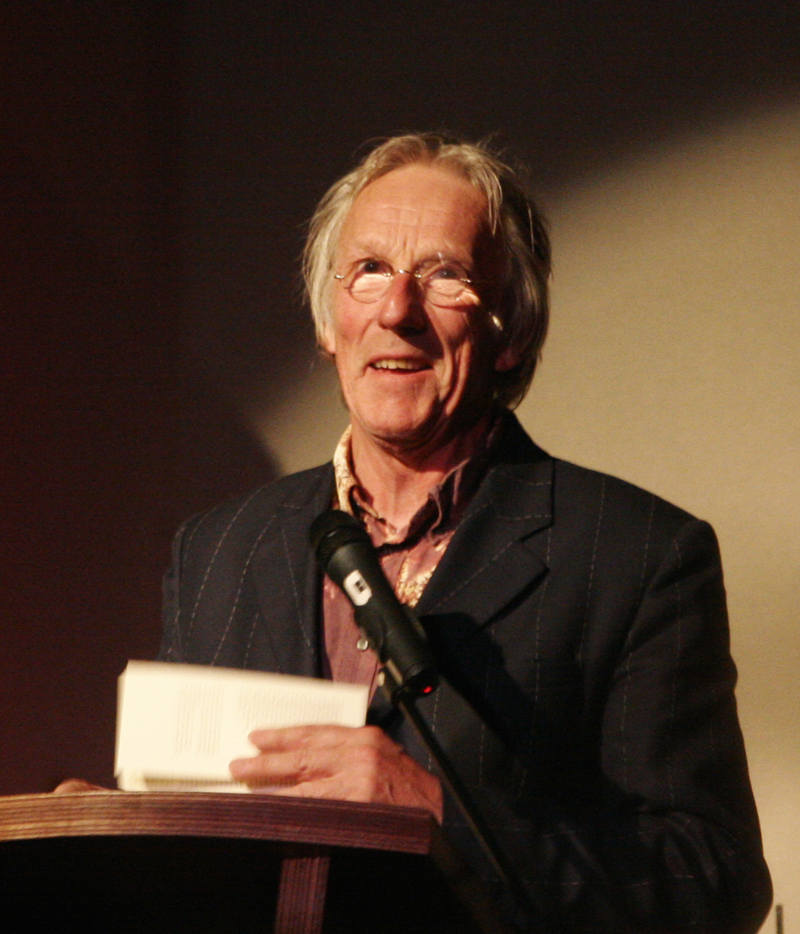
De Jonge in 2010

In 2008 sloeg De Jonge een nieuwe weg in met een theatershow die niet bedoeld was voor het grote publiek, maar voor mensen die "moeite willen doen".
In 2008 ontving hij uit handen van minister Ronald Plasterk de Vereniging van Schouwburg- en Concertgebouwdirecties oeuvreprijs.
Op 1 januari 2012 zond de VPRO de nieuwjaarsconference Lone Wolf van De Jonge uit. De conference kreeg een hoge waardering in de Volkskrant, maar leverde ook veel negatieve reacties op via het microblog Twitter.

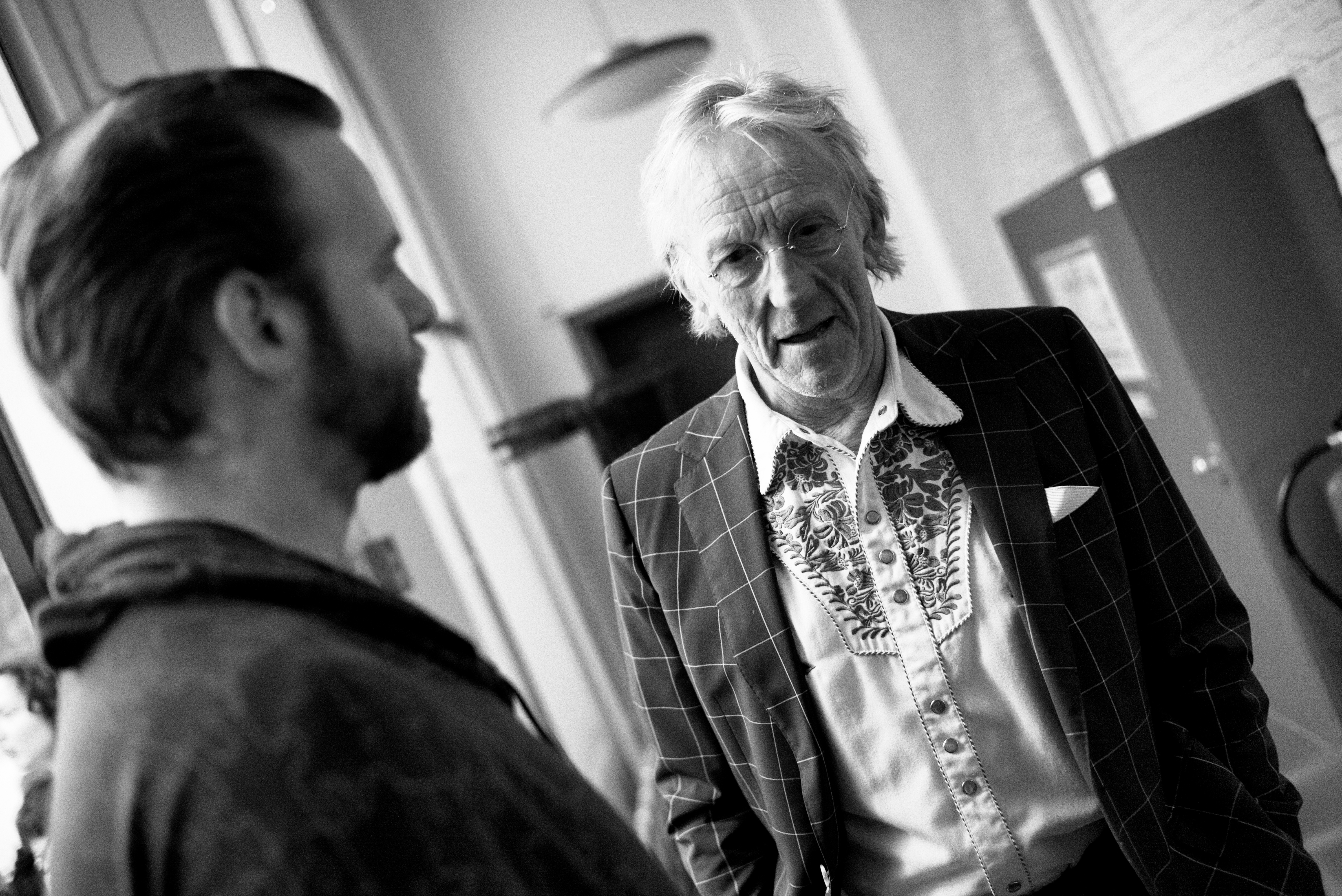
Freek de Jonge in het op dat moment bezette Maagdenhuis, 2015

Op 26 december 2013, tweede kerstdag, werd het theaterprogramma Circus Kribbe van De Jonge uitgezonden door de VPRO op Nederland 2. De voorstelling was op 5 oktober 2013 nog afgelast wegens gebrek aan belangstelling.
In 2016 werd aan hem de vijfde Toon Hermans Award toegekend. Een jaar later wierp hij zich op als actievoerder om de problematiek van de schade door aardbevingen in de provincie Groningen onder de aandacht te brengen. Eind 2017 werd hij daarom verkozen tot Groninger van het Jaar.
Op 22 maart 2019 verstoorde Freek de Jonge de opening van het Boekenbal door vanuit de zaal op te roepen tot een statement tegen de overwinningsspeech van Thierry Baudet die met zijn partij Forum voor Democratie twee dagen eerder de verkiezingen voor Provinciale Staten gewonnen had en in de speech kunstenaars en wetenschappers aanviel. De oproep, die plaatsvond tijdens een herdenking van een bloedige aanslag in Utrecht enkele dagen ervoor, kreeg amper bijval in de zaal. Reacties die zijn optreden respectloos noemden wees hij van de hand.
In 2022 startte Freek de Jonge samen met Panenka Magazine en het Comité CancelQatar een petitie tegen het WK Voetbal in Qatar, in totaal werden ruim 20.000 handtekeningen opgehaald en overhandigd aan Marianne van Leeuwen, directeur betaald voetbal van de KNVB. 

### Privéleven
De Jonge is getrouwd met Hella Asser, dochter van Eli Asser, die hem helpt bij zijn shows, onder meer als ontwerper van zijn kostuums. Het echtpaar heeft twee kinderen. Hun eerste kind overleed drie maanden na zijn geboorte. 
In 1987 ontving het gezin een dreigbrief, die afkomstig bleek van Jules Croiset. De Jonge verwerkte deze ervaring in zijn conference De conferencier, het Boekenweekgeschenk en de Leugen (2000). Die conference was een reactie op het Boekenweekgeschenk Het theater, de brief en de waarheid van Harry Mulisch, dat ook over Jules Croiset ging.
In januari 2020 kreeg De Jonge de erepenning van Zaandam.

## Werk

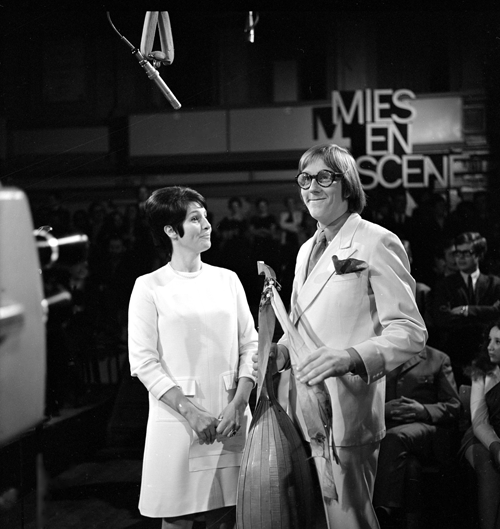
Mies Bouwman en Freek de Jonge in 1969

### Voorstellingen
met Neerlands Hoop:
- 1970: Neerlands Hoop in Bange Dagen
- 1971: Neerlands Hoop in Panama
- 1972: Plankenkoorts
- 1974: Neerlands Hoop Express
- 1975: Ingenaaid of Gebonden
- 1977: Interieur
- 1978: Bloed aan de Paal
- 1979: Offsmboet Ippq Dpef (Neerlands Hoop Code)

Solo:
- 1980: De Komiek
- 1981: De Tragiek
- 1982: De Mars
- 1982: De Openbaring (oudejaarsconference)
- 1983: De Mythe
- 1983: Stroman en Trawanten
- 1984: Een Verademing (oudejaarsconference)
- 1985: De Bedevaart
- 1985: De Finale (oudejaarsconference)
- 1986: Het Damestasje
- 1987: De Pretentie
- 1988: De Goeroe en de Dissident
- 1988: De Ontlading (nieuwjaarsconference)
- 1989: De Volgende
- 1992: Losse Nummers
- 1992: De Estafette (oudejaarsconference)
- 1994: De Tol
- 1995: Dankzij de Dijken (samen met de Nits onder de naam Frits)
- 1996: De Brand (nieuwjaarsconference op de radio)
- 1996: Langzame Liedjes
- 1996: Het Luik (oudejaarsconference)
- 1997: Gemeen Goed
- 1998: Rapsodia
- 1998: Papa Razzia (oudejaarsconference)
- 1999: De Grens - elke maand een nieuw programma, dat 's zondags werd uitgezonden op tv
  - De Kinderjaren
  - Zinloos Geweld
  - De Middenstand
  - Het Platteland
  - De Oorlog
  - Na de Vakantie
  - De Vluchteling
  - Het Akkoord (met Robert-Jan Stips)
  - De Feestdagen
  - Een Verdacht Koffertje
- 2000: De Conferencier, Het Boekenweekgeschenk en de Leugen
- 2000: De Gillende Keukenmeid (oudejaarsconference)
- 2001: Het Laatste Oordeel (oudejaarsconference)
- 2002: Parlando (met het Metropole Orkest)
- 2003: De Stemming (Verkiezingsconference)
- 2003: Laat de revue passeren (Eenmalige voorstelling, voorafgaand aan de tijdelijke sluiting van Carré)
- 2003: De Kneep
- 2004: De Vergrijzing - elke week een nieuw programma, dat 's zondags werd uitgezonden op tv
  - De Ganse Schepping
  - Het Offer - het Bijbelverhaal van Abraham en zijn zoon Isaak.
  - De Ontgroening - eerste dag in Amsterdam in de zomer van 1966.
  - De Loods
  - (De Hond Van) Jonas - bewerking van zijn eigen boek Door de Knieën.
  - De Vergrijzing
  - De Waan
  - The Happy Few
  - Hunebedrock
  - Hollywooddream
  - De Sterfscène (met Theo Maassen)
  - Neerlands Hoop In Memoriam - een hommage aan Neerlands Hoop met Jan de Hont, Thé Lau, Huub van der Lubbe, Frank Boeijen en anderen
  - De Grote Normen en Waarden Show (oudejaarsconference)
  - FRITS 2
- 2005: Cordon Sanitaire
- 2005: Freek Doet de Deur Dicht
- 2006: Wat is er nog Heilig?
- 2006: De Stemming 2006 (verkiezingsconference)
- 2007: De Toeschouwer
- 2008: De Laatste Lach
- 2008: De Limiet
- 2009: Freeks Nederland: Volendam (oudejaarsconference)
- 2010: De Stemming 3 (verkiezingsconference)
- 2010: Het Verlossende Woord (oudejaarsconference)
- 2011: Neven
- 2011: Lone Wolf
- 2012: De Stemming 4, Miereneuken (verkiezingsconference)
- 2012: Circus Kribbe
- 2013: Zondermeer
- 2014: Als je me nu nog niet kent
- 2017: De Stemming 5 (verkiezingsconference)
- 2018: De Suppoost
- 2019: De Canon
- 2019: De Lachgasfabriek (nieuwjaarsconference)
- 2019: De week van Freek (samen met Brigitte Kaandorp)
- 2021: De Loterij
- 2022: De Schreef
- 2024: Vrede op aarde

## Filmografie

### Film
- 1971: Mira (of de teleurgang van de Waterhoek) (gastrol)
- 1983: De Illusionist
- 1985: De KKKomediant
- 2015: De Overkant
- 2020: De Vogelwachter
- 2024: Opa Cor, als begrafenisondernemer

### Televisie
- 2003, 2013-2015: Sinterklaasjournaal, als Eppo Zanik

### Bestseller 60
| Boeken met noteringen in de Nederlandse Bestseller 60 | Jaar van verschijnen | Datum van binnenkomst | Hoogste positie | Aantal weken | Opmerkingen |
| ----------------------------------------------------- | -------------------- | --------------------- | --------------- | ------------ | ----------- |
| Door de knieën                                        | 2004                 | 25-08-2004            | 20              | 6            |             |
| De Zeeuwse jaren                                      | 2024                 | 26-06-2024            | 47              | 3            |             |

## Discografie

### Albums
| Album met eventuele hitnotering(en) in de Nederlandse Album Top 100 | Datum van verschijnen | Datum van binnenkomst | Hoogste positie | Aantal weken | Opmerkingen                               |
| ------------------------------------------------------------------- | --------------------- | --------------------- | --------------- | ------------ | ----------------------------------------- |
| De openbaring                                                       | 1983                  | 15-01-1983            | 6               | 11           | Livealbum                                 |
| De mars                                                             | 1983                  | 12-03-1983            | 35              | 5            | Livealbum                                 |
| De mythe                                                            | 1983                  | 22-10-1983            | 37              | 4            | Livealbum                                 |
| Stroman en trawanten                                                | 1984                  | 16-06-1984            | 42              | 3            | met Willem Breuker Kollektief / Livealbum |
| Een verademing                                                      | 1985                  | 12-01-1985            | 17              | 7            | Livealbum                                 |
| De bedevaart                                                        | 1986                  | 18-01-1986            | 39              | 7            | Livealbum                                 |
| De estafette                                                        | 1993                  | 16-01-1993            | 64              | 4            | Livealbum                                 |
| Dankzij de dijken                                                   | 1995                  | 25-03-1995            | 19              | 17           | als Frits met de Nits / Livealbum         |
| Het luik                                                            | 1997                  | 18-01-1997            | 60              | 7            | Livealbum                                 |
| Gemeen goed                                                         | 1997                  | 24-05-1997            | 27              | 17           | met Stips / Livealbum                     |
| Rapsodia                                                            | 1998                  | 06-10-1997            | ?               | ?            | met Stips / Livealbum                     |
| De gillende keukenmeid                                              | 2001                  | 20-01-2001            | 83              | 1            | Livealbum                                 |
| Het laatste oordeel                                                 | 2002                  | 26-01-2002            | 79              | 1            | Livealbum                                 |
| En de kneep                                                         | 2004                  | 07-02-2004            | 58              | 4            | Livealbum                                 |
| Van A naar Z                                                        | 2010                  | 20-03-2010            | 25              | 5            |                                           |
| Zonde                                                               | 2013                  | 27-04-2013            | 37              | 1*           |                                           |
| Koffers                                                             | 2017                  |                       |                 |              | Album met covers in het Nederlands        |

### Singles
| Single met eventuele hitnotering(en) in de Nederlandse Top 40 | Datum van verschijnen | Datum van binnenkomst | Hoogste positie | Aantal weken | Opmerkingen                       |
| ------------------------------------------------------------- | --------------------- | --------------------- | --------------- | ------------ | --------------------------------- |
| Dankzij de dijken                                             | 1995                  | 15-04-1995            | tip6            | -            | als Frits met de Nits             |
| Leven na de dood                                              | 1997                  | 26-07-1997            | 1(2wk)          | 17           | met Stips / #2 in de Mega Top 100 |
| Heer heb meelij (met de Belgen)                               | 1997                  | 15-11-1997            | tip22           | -            | met Stips                         |
| Staakt makkers staakt                                         | 1999                  | 08-05-1999            | tip23           | -            | met Herman van Veen               |

| Single met hitnotering(en) in de Vlaamse Ultratop 50 | Datum van verschijnen | Datum van binnenkomst | Hoogste positie | Aantal weken | Opmerkingen |
| ---------------------------------------------------- | --------------------- | --------------------- | --------------- | ------------ | ----------- |
| Leven na de dood                                     | 1997                  | 04-10-1997            | 6               | 16           | met Stips   |

### NPO Radio 2 Top 2000
| Nummer met noteringen in de NPO Radio 2 Top 2000 | '99 | '00-'01 | '02 | '03  | '04  | '05 | '06  | '07  | '08  | '09  | '10  |
| ------------------------------------------------ | --- | ------- | --- | ---- | ---- | --- | ---- | ---- | ---- | ---- | ---- |
| Leven na de dood (met Robert Jan Stips)          | 790 | -       | 859 | 1067 | 1034 | 871 | 1141 | 1134 | 1087 | 1465 | 1737 |

1. ↑  Een '-' betekent dat het nummer niet was genoteerd en een vetgedrukt getal geeft de hoogste notering aan.
2. ↑  Deze tabel is bijgewerkt tot en met de laatste editie (2024).